# Nogagus ambiguus
Nogagus ambiguus is een eenoogkreeftjessoort uit de familie van de Pandaridae. De wetenschappelijke naam van de soort is voor het eerst geldig gepubliceerd in 1907 door T. Scott.